# Rione
Rione (en plural rioni) és el nom donat als barris de moltes ciutats d'Itàlia. Els més coneguts són els Rioni de Roma. A diferència d'un quartiere (paraula que en italià també significa barri), un rione és normalment una subdivisió administrativa oficial. La paraula deriva del llatí regio (regió).